# Hinsdale County
Hinsdale County is een county in de Amerikaanse staat Colorado.
De county heeft een landoppervlakte van 2.895 km² en telt 790 inwoners (volkstelling 2000). De hoofdplaats is Lake City.